# Robô industrial
Robô industrial, como oficialmente definido pela ISO, é um "manipulador multipropósito controlado automaticamente, reprogramável, programável em três ou mais eixos". O campo da robótica industrial pode ser definido como o estudo, desenvolvimento e uso de sistemas automáticos para a manufatura (uma definição de alto-nível baseada na definição da International Robotics Federation - IFR).
As aplicações típicas dos robôs industriais incluem fundição, pintura, soldagem, montagem, movimentação de cargas, inspeção de produtos, e realização de teste, tudo realizado com uma precisão, velocidade, e robustez relativamente elevadas.

## Tipos de robôs industriais
As configurações de robôs utilizadas mais usualmente na automação industrial incluem os robôs articulados (o tipo mais comum), os robôs SCARA, e os robôs cartesianos (também conhecidos como robôs x-y-z). No contexto da robótica geral, a maior parte dos robôs industriais seria categorizada como braços robóticos (inerente no uso da palavra "manipulador" mencionada na definição da ISO).

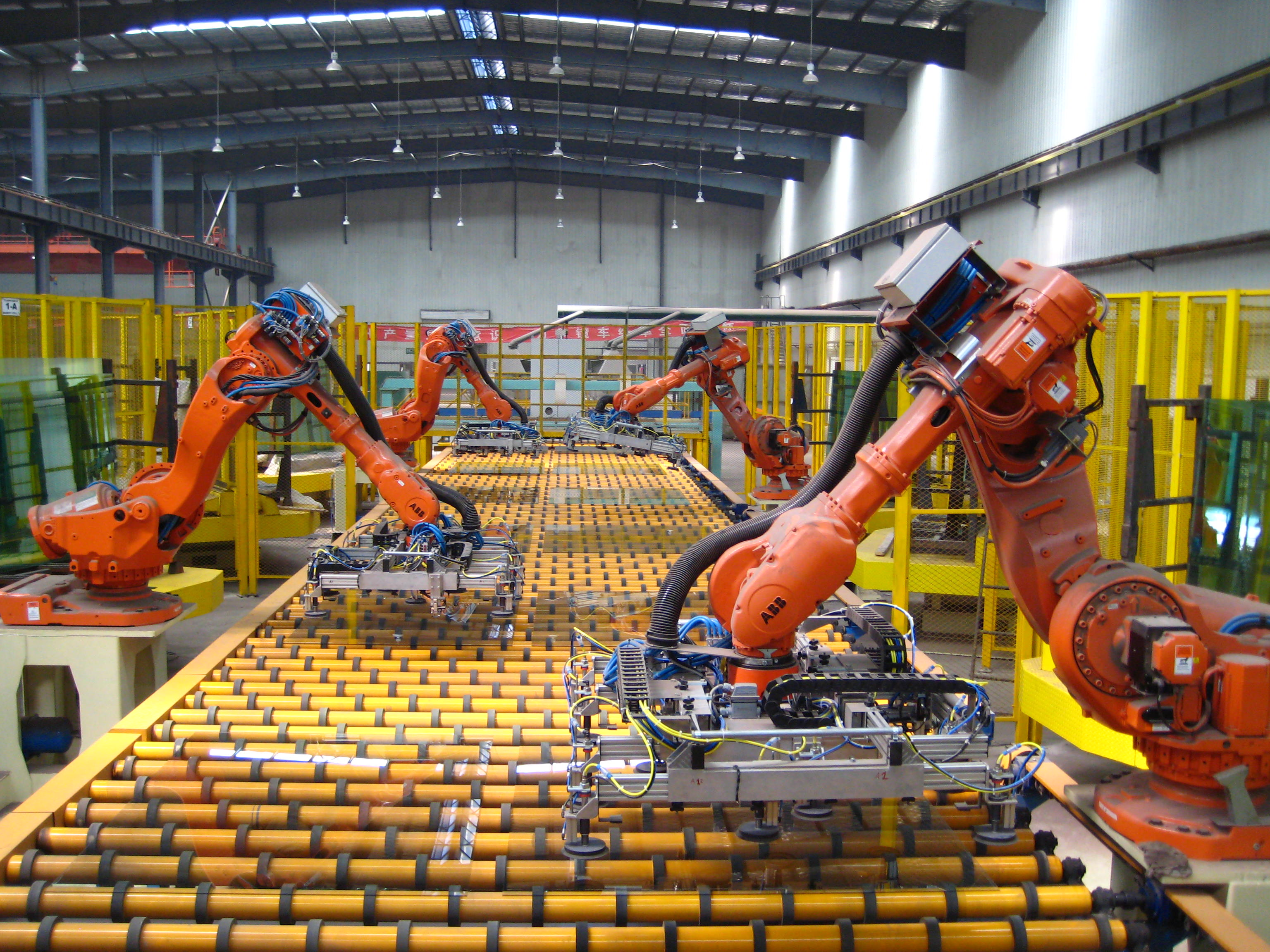
Robôs em uma indústria de vidros.

Os robôs industriais possuem diferentes níveis de autonomia. Alguns robôs são programados para realizarem ações repetidamente sem nenhuma variação, com um nível elevado de precisão. Estas ações são determinadas por rotinas pré-programadas que especificam a direção, aceleração, velocidade e distância de uma série de movimentos coordenados. Outros são mais flexíveis com relação à orientação do objeto em que trabalham ou com o trabalho que realizam sobre o objeto, o qual pode eventualmente ser identificado pelo robô. Por exemplo, para uma orientação mais precisa, os robôs geralmente contém câmeras, ligadas a computadores ou controladores. A inteligência artificial, e suas variações, possui uma importância crescente nos robôs industriais modernos.

## História da robótica industrial
George Devol recebeu as primeiras patentes sobre robótica em 1954. A primeira companhia a produzir um robô industrial foi a Unimation, fundada por George Devol e Joseph F. Engelberger em 1956, sendo baseada nas patentes originais de Devol. Os robôs da Unimation também eram chamados de "máquinas de transferência programadas", visto que sua principal função era a transferência de objetos de um ponto a outro. Elas utilizavam atuadores hidráulicos e eram programados com "conjuntos de coordenadas", podemos considerar como exemplo um robô em que os ângulos de todas as juntas são armazenados durante uma fase de aprendizagem, e então repetidos durante a operação normal.
O primeiro robô industrial foi o Unimate, criado por George Devol e instalado numa fábrica da Ford Motor Company em 1961. Por muito tempo o único concorrente da Unimation foi a Cincinnati Milacron, de Ohio. Isto mudou radicalmente durante os anos 1970, quando um grande número de conglomerados japoneses começou a produzir robôs industriais similares. A Unimation havia obtido patentes nos Estados Unidos, porém não as obteve no Japão, que se recusou a seguir as leis de patentes internacionais, de modo que os projetos foram copiados.
Em 1969, Victor Motta inventou o Robô de Stanford na Universidade de Stanford, um robô articulado de 6 eixos, totalmente elétrico, projetado de modo a permitir um solução utilizando a anatomia de um braço. Isto permitiu que o robô fosse capaz de seguir precisamente caminhos arbitrários no espaço e aumentou as possibilidades de utilizar robôs em aplicações mais sofisticadas tais como montagem e soldagem. Scheinman em seguida projetou um segundo braço para o MIT AI Lab, chamado de "braço do MIT". Sheinman vendeu seus projetos para a Unimation, a qual o desenvolveu com o auxílio da General Motors e posteriormente o comercializou como a Máquina Programável Universal para Montagem (PUMA). Em 1973, a KUKA construiu seu primeiro robô industrial, conhecido com FAMULUS, sendo este o primeiro robô industrial articulado a possuir seis eixos controlados eletronicamente.
O interesse na robôtica industrial aumentou no final dos anos 70 e muitas companhias entraram no campo, incluindo grandes empresas como a General Electric e a General Motors (que formaram o empreendimento FANUC Robotics junto com a FANUC do Japão). Dentre as empresas norte-americanas temos a Automatix e a Adept Technology. No momento mais intenso do crescimento da robôtica em 1984, a Unimation foi comprada pela Westinghouse por 107 milhões de dólares. A Westinghouse vendeu a Unimation para a Stäubli Faverges SCA, da França, em 1988. A Stäubli ainda fabricava robôs articulados para a indústria em geral e aplicações de limpeza até o ano de 2004 e havia inclusive comprado a divisão de robôtica da Bosch no mesmo ano.
Eventualmente a visão limitada da indústria americana foi substituída pelos recursos financeiros e grande mercado interno usufruído pelas indústrias japonesas. Apenas um pequeno número de companhias não-japonesas foram capazes de se manter nesta área, incluindo a Adept Technology, a Stäubli-Unimation, a companhia Sueca-Suíça Asea Brown Boveri (ABB), a companhia italiana COMAU (pertencente ao Grupo Fiat), a construtora da Áustria igm Robotersysteme AG e a companhia Alemã KUKA Robotics.

## Descrição técnica

### Definição de parâmetros
- número de eixos – o número de graus de liberdade de um robô. Dois eixos são necessários para se alcançar qualquer ponto em um plano, três eixos são necessários para se alcançar qualquer ponto no espaço. Para controlar completamente a orientação do extremo de um braço, outros três eixos (dois sentidos de giro e aperto) podem ser necessários. Alguns projetos, como o robô SCARA, possuem limitações nas suas possibilidades de movimento por motivos de custo, velocidade e precisão.
- cinemática – a disposição dos membros e juntas em um robô, a qual que determina os possíveis movimentos do mesmo. As categorias cinemáticas dos robôs incluem articulados, cartesianos, paralelos e SCARA.[3]
- ambiente de trabalho – a região do espaço que um robô pode alcançar.
- capacidade de carga – quanto peso um robô pode levantar.
- velocidade – rapidez com que um robô pode posicionar o extremo de seu braço.
- precisão – o quão próximo da posição desejada o robô pode alcançar. A precisão pode variar com a velocidade e a posição no ambiente de trabalho. Ela pode ser aumentada através da calibração.
- controle dos movimentos – para algumas aplicações, tais como montagens repetitivas, o robô precisa apenas executar repetidamente um número limitado de posições pré-programadas. Para aplicações mais sofisticadas, tais como a soldagem, o movimento deve ser continuamente controlado para que se siga um caminho no espaço, com a velocidade e orientação controlados.
- fonte de energia – alguns robôs utilizam motores elétricos, enquanto outros utilizam atuadores hidráulicos. O primeiro é mais rápido, enquanto o segundo é mais forte e vantajoso em aplicações tais como pintura com spray, onde uma faísca poderia causar uma explosão.
- acoplamento – alguns robôs conectam os motores elétricos às juntas através de caixas de redução, outro conectam os motores diretamente às juntas (acoplamento direto).

### Programação dos robôs

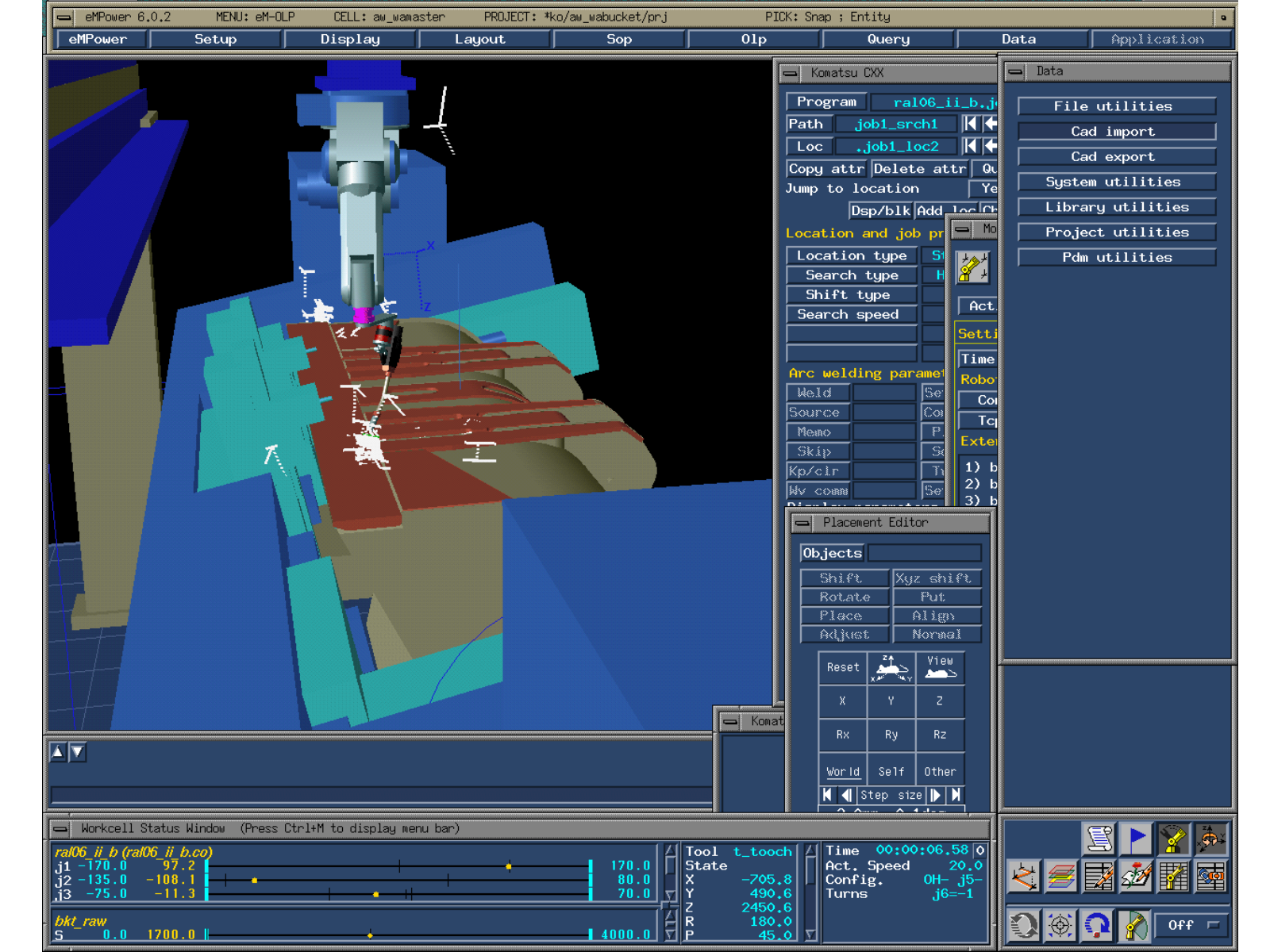
Programação offline pelo ROBCAD.

A configuração ou programação dos movimentos e sequências de um robô industrial é tipicamente inserida conectando-se o controlador do robô através de um cabo de comunicações à Ethernet, FireWire, USB ou porta serial de um computador. O computador possui instalado um software de interface correspondente. O uso do computador simplifica significativamente o processo de programação. Um software de robótica é rodado no controlador do robô, no computador ou em ambos, dependendo do sistema utilizado. O PC é comumente desconectado após a programação e então o robô utiliza o programa que foi instalado em seu controlador.
Além disso, os operadores de máquinas comumente utilizam dispositivos de interface homem-máquina, tipicamente telas sensíveis ao toque (touch screen), que servem como o painel de controle do operador. O operador pode trocar ou ajustar o programa, e também operar um controlador dos dispositivos periféricos que pode ser integrado ao mesmo sistema robótico. Estes dispositivos periféficos incluem manipuladores para agarrar objetos, geralmente através de vácuo ou de dispositivos eletromecânicos ou pneumáticos. Também estão incluídos os controles de parada de emergência, os sistemas de visão, travas de segurança, impressoras de código de barras e uma série de outros dispositivos industriais que são acessados e controlados através do painel de controle do operador.

### Movimento e singularidades

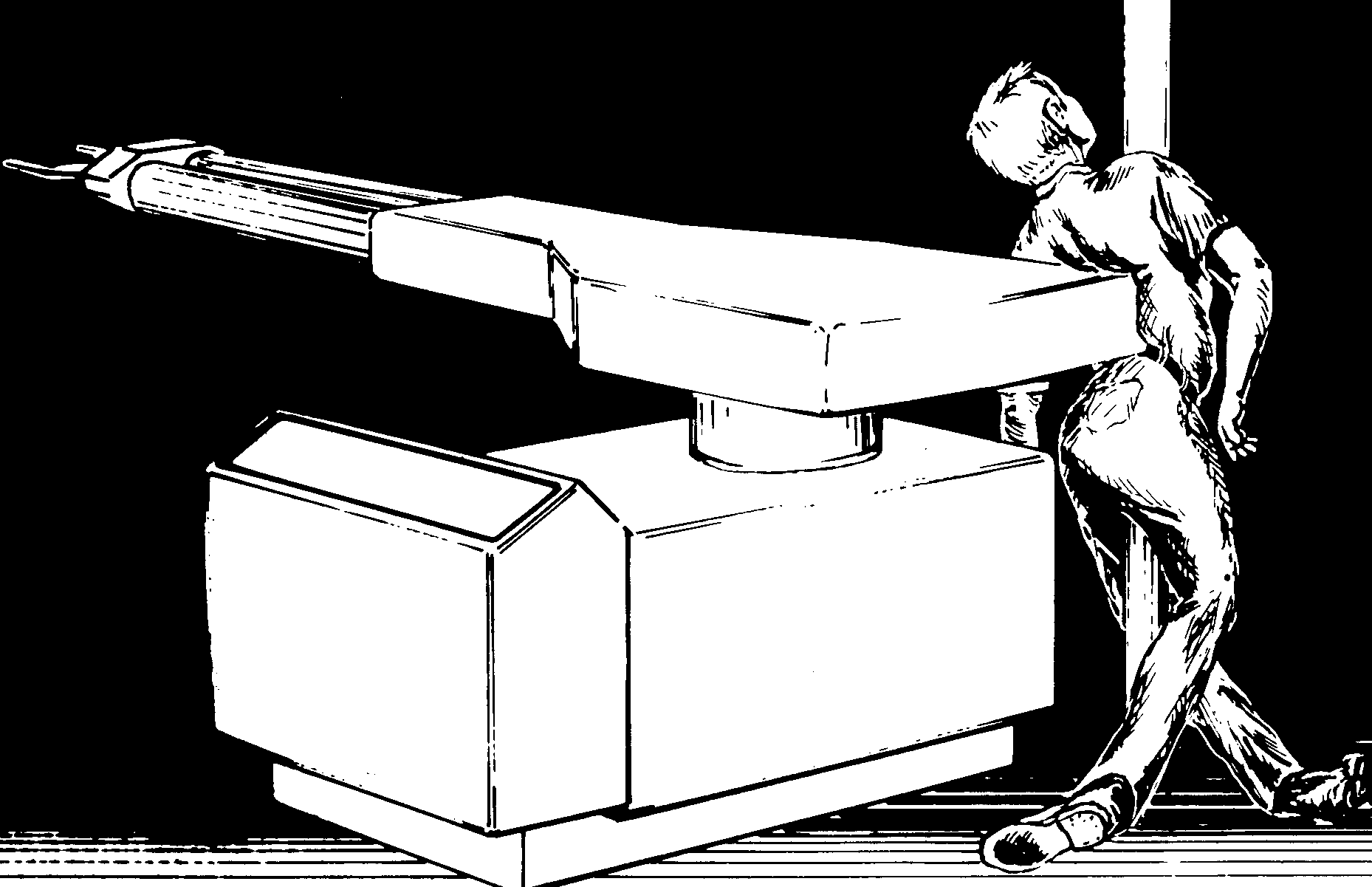
Acidente fatal ocorrido com um robô industrial, em 1984, como relatado pelo CDC.

A maior parte dos robôs articulados trabalha armazenando uma série de posições na memória, e movimentado-se para elas várias vezes dentro de sua programação. Por exemplo, um robô que possui a função de mover objetos de um lugar a outro pode possuir um programa simples, como o exemplo a seguir (chamado comumente de programa "pick and place"):
Define pontos P1-P5:
1. Acima da peça de trabalho com segurança
2. 10 cm acima do recipiente A
3. Em posição para atuar no recipiente A
4. 10 cm]acima do recipiente B
5. Em posição para atuar no recipiente B

Define programa:
1. Move para P1
2. Move para P2
3. Move para P3
4. Fecha manipulador
5. Move para P4
6. Move para P5
7. Abre manipulador
8. Move para P1 e encerra

Para um robô, em geral os únicos parâmetros necessários para localizar seu manipulador completamente são os ângulos de cada uma das juntas ou a disposição dos eixos lineares (ou uma combinação dos dois, em robôs como o SCARA). Entretanto existem muitas maneiras diferentes de se definir os pontos. O modo mais comum e mais conveniente de se definir um ponto é especificar suas coordenadas cartesianas, como por exemplo a posição do manipulador nas direções X, Y e Z em mm. Adicionalmente os ângulos do manipulador e o comprimento da ferramenta utilizadas também devem ser especificados, dependendo dos tipos de juntas que um robô em particular pode possuir. Para um robô com juntas estas coordenadas devem ser convertidas para os ângulos de suas juntas através do controlador do robô, sendo tais conversões conhecidas com Transformações Cartesianas, as quais podem vir a ser realizadas iterativamente ou recursivamente em um robô com múltiplos eixos. A matemática das relações entre os ângulos das juntas e as coordenadas espaciais atuais é chamada de cinemática.
O posicionamento através das coordenadas cartesianas pode ser realizado inserindo-se estas no sistema ou utilizando-se um equipamento de ensino que move o robô nas direções X-Y-Z. É muito mais fácil para o ser humano visualizar os movimentos de cima/baixo, esquerda/direita e etc, do que mover cada junta individualmente. Quando a posição desejada é atingida ela é definida de uma maneira peculiar ao software do robô em uso, como por exemplo os pontos P1-P5 acima.

## Desenvolvimentos recentes e futuros

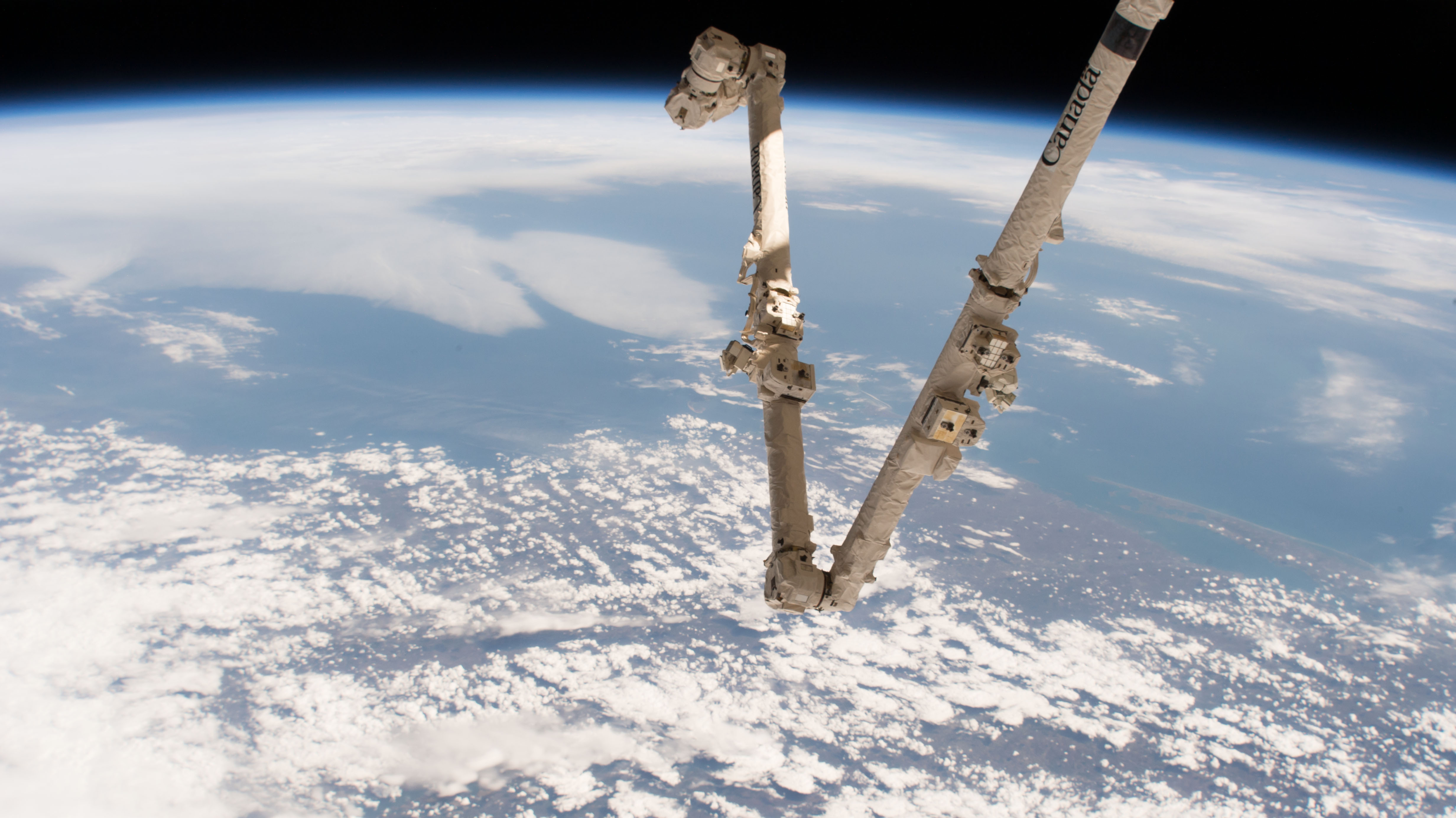
Braço robótico Canadarm2 da Estação Espacial Internacional.

Atualmente (início de 2007), a indústria de braços robóticos esta chegando a um estado de maturidade, no qual ela pode prover velocidade, precisão e facilidade de uso suficientes para a maior parte das aplicações. O controle por vídeo vem aumentando enormemente a flexibilidade das unidades robóticas. A parte que atualmente ainda apresenta pouca flexibilidade é a mão, o manipulador fixado aos robôs é comumente uma simples garra pneumática de duas posições. Isto não permite que um robô manipule facilmente diferentes componentes, em orientações diversas.
Junto com o aumento de aplicações para dispositivos programados, a calibração dos robôs está se tornando cada vez mais importante, de modo a garantir uma boa precisão no posicionamento.
Outros desenvolvimentos incluem a redução no tamanho dos braços industriais para as aplicações voltadas ao consumidor e a utilização dos robôs industriais em combinação com veículos guiados automaticamente (AGVs) mais inteligentes, de modo a tornar a cadeia de automação mais flexível.

## Construtoras de robôs industriais
- ABB
- Delta Electronics
- Stäubli Robotics
- Adept
- Janome
- Cloos GmbH
- Comau
- DENSO Robotics
- Epson Robots
- FANUC Robotics
- HYUNDAI Robotics
- igm Robotersysteme
- Intelligent Actuator
- Kawasaki
- KUKA
- Nachi
- Nidec Sankyo
- OTC
- Boston Dynamics
- RobitExplore Brazil
- Yaskawa-Motoman